# Andronikos Rhodský
Androníkos Rhodský, řecky Ἀνδρόνικος ὁ Ῥόδιος, byl starořecký a římský filozof, scholarcha (vedoucí) peripatetické (tedy aristotelovské) školy.
Narodil se na řeckém ostrově Rhodos, patrně od roku 58 př. n. l. pak působil a učil v Římě. Proslavil se zde pečlivým vydáním spisů Aristotelových a Theofrastových, s jejichž redakcí mu pomáhal gramatik Tyrannion z Amisa. Velké množství Aristotelových děl získal Androníkos v Apellikonově knihovně, kterou z Athén do Říma nechal převézt císař Sulla. Zachované spisy Androníkos sestavil podle předmětu a připojil k nim komentáře týkající se uspořádání a pravosti. Podle současné vědy některé pravé spisy označil za podvržené, jeho uspořádání Aristotelových sebraných spisů je však respektováno dodnes. Nechtěně tak dal vzniknout pojmu metafyzika, když Aristotelovy texty věnované přírodě shrnul do souboru nazvaného Fysika a spisy pozdější do souboru Metá ta fysika, tedy "texty následující v čase po Fyzice". Pojem však časem získal význam "nadtělesna", což je kuriózní i z toho důvodu, že jako filozofa lze Andoníka považovat za materialistu, neboť učil, že duše je produktem tělesného vývoje. Zdůrazňoval též, ze základem filozofie musí být logika. To víme ovšem jen díky svědectví Plutarchově, vlastní spisy Androníkovy se nedochovaly, byť někdy mu bývala chybně připisována kniha O emocích a jeden komentář k Aristotelově Etice.